# Arcybiskupie Wyższe Seminarium Duchowne w Szczecinie
Arcybiskupie Wyższe Seminarium Duchowne w Szczecinie – seminarium katolickie, które rozpoczęło działalność w roku akademickim 1981/1982 (początkowo jako Wyższe Seminarium Duchowne diecezji szczecińsko-kamieńskiej), działające od połowy lat 80. XX w. w nowych budynkach przy ul. Papieża Pawła VI w Szczecinie, od 25 marca 1992 roku jako arcybiskupie seminarium nowej archidiecezji. Od roku 2004 AWSD działa jako integralna jednostka organizacyjna Uniwersytetu Szczecińskiego – Wydział Teologiczny US, utworzony zgodnie z Konkordatem.
Głównym projektantem budynku seminarium był Adam Szymski. W zespole pracowali też Marian Rozwarski, Tomasz Potiechin, Paweł Zaremba. Kierownikiem budowy był Sławomir Taranda. Za budowę odpowiedzialny był ks. Stanisław Szwajkosz, a wspomagał go ks. Aleksander Ziejewski.

## Historia

### Lata 1945–1978
Po zakończeniu II wojny światowej na Ziemiach Odzyskanych (zob. Historia Pomorza Zachodniego) istniała tymczasowa administracja kościelna (zob. administratura apostolska). Sytuacja zmieniła się w 1972 roku, gdy papież Paweł VI wydał Episcoporum Poloniae coetus – bullę, zgodnie z którą powstała diecezja szczecińsko-kamieńska. Pierwszy biskup diecezjalny, Jerzy Stroba (1972–1978), za jedno ze swoich naczelnych zadań uznał zorganizowanie własnego seminarium duchownego (w tym czasie klerycy studiowali w Seminarium Duchownym w Paradyżu (później Gościkowo, diecezja zielonogórsko-gorzowska).
Budowa seminarium w Szczecinie znalazła się w planie budownictwa sakralnego na rok 1974, jednak Urząd Wojewódzki uzależnił wydanie zgody na budowę od decyzji ministra Oświaty i Wychowania. Ks. biskup Jerzy Stroba (wspierany przez Episkopat Polski), przekazał pisma do Kazimierza Kąkola, ministra-kierownika Urzędu do Spraw Wyznań w pierwszym rządzie Piotra Jaroszewicza, oraz do wojewody szczecińskiego, Jerzego Kuczyńskiego. Pozytywnych decyzji nie otrzymał do końca pobytu w Szczecinie (21 września 1978 – mianowanie na arcybiskupa-metropolitę poznańskiego).

### Lata 1979–1982
Nowy biskup szczecińsko-kamieński, ks. bp Kazimierz Majdański (1979–1992), wytrwale kontynuował starania poprzednika, m.in. apelując do Jerzego Kuberskiego (minister oświaty i wychowania) i wojewody szczecińskiego, Henryka Kanickiego. Zezwolenie na budowę dwóch seminariów duchownych, w Szczecinie i w Koszalinie, zostało przekazane przedstawicielom Polskiej Rady Ekumenicznej w 1981 roku, w czasie pierwszego spotkania reaktywowanej Komisji Wspólnej. W tym samym czasie minister Oświaty i Wychowania wydał zgodę na otwarcie i prowadzenie Wyższego Seminarium Duchownego dla Diecezji Szczecińsko-Kamieńskiej bez obowiązku przestrzegania wymogów świeckości.
Dekret erygujący Wyższe Seminarium Duchowne Diecezji szczecińsko-kamieńskiej w Szczecinie pod wezwaniem Najświętszej Rodziny z Nazaretu biskup Kazimierz Majdański wydał 24 marca 1981 roku. 
Klerycy pochodzący z diecezji, a dotychczas kształcący się w Seminarium w Paradyżu, zaczęli być stopniowo przenoszeni do Szczecina. W roku 1981/1982 trzy kursy teologiczne (spośród sześciu) ulokowano na dwóch szczecińskich plebaniach. Do Szczecina zaczęli się przenosić najpierw studenci ostatniego roku, zamieszkując w parafiach św. Kazimierza, św. Trójcy i przy katedrze św. Jakuba Apostoła. Dopiero zastępczy budynek na Golęcinie przyjął trzy roczniki (III, IV, V) a roczniki I i II pozostawały jeszcze w Paradyżu, natomiast ostatni nadal mieszkał przy parafii św. Kazimierza.

### Lata 1982–1994
Zgodę na budowę Wyższego Seminarium Duchownego przy ul. Akademickiej (obecnie ul. Papieża Pawła VI) biskup Kazimierz Majdański otrzymał – po kolejnych negocjacjach – przez wojewodę Stanisława Malca w kwietniu 1982 roku, a w maju tegoż roku rozpoczęło prace biuro architektoniczno-budowlane kurii.
W kolejnych latach:
rok 1983w marcu Wojewódzka Komisja Urbanistyki i Architektury przyjęła wariant zabudowy, opracowany przez zespół pod kierunkiem Adama Szymskiego,
rok 1983w czasie drugiej podróży apostolskiej do Polski Jan Paweł II poświęcił na Jasnej Górze (czerwiec 1983) przeznaczony dla szczecińskiego seminarium kamień węgielny, pochodzący z bazyliki św. Piotra w Watykanie,
rok 1985w czerwcu w nieukończonym seminarium odbyła się 207. Konferencja Plenarna Episkopatu Polski, a we wrześniu zamieszkali tam klerycy szóstego kursu seminarium duchownego,
rok 198711 czerwca, w czasie III wizyty Jana Pawła II w Polsce, odbyła się uroczystość wmurowania kamienia węgielnego w fundamenty nowego budynku przy ul. Papieża Pawła VI (zob. też pomnik Jana Pawła II na Jasnych Błoniach),
rok 1987w październiku w gmachu seminarium zamieszkali klerycy wszystkich roczników seminaryjnych,
rok 1992Jan Paweł II podniósł diecezję szczecińsko-kamieńską do rangi archidiecezji.

### Prawa akademickie
Do 1994 roku ukończenie sześcioletnich studiów na AWSD nie było związane z otrzymaniem dyplomu, umożliwiającego dalszy rozwój naukowy i zdobywanie kolejnych stopni naukowych. Sytuacja zmieniła się po zawarciu umowy o współpracy z Papieskim Wydziałem Teologicznym w Poznaniu, w 1998 roku zintegrowanym z UAM (AWSD stało się jedną z jednostek organizacyjnych tej uczelni). Dzięki porozumieniom absolwenci seminarium otrzymywali stopień magistra teologii.
Rozmowy z władzami Uniwersytetu Szczecińskiego (utworzonego w 1985 roku) na temat powołania Wydziału Teologicznego US prowadzono od początku lat 90. Seminarium stało się częścią tej uczelni – Wydziałem Teologicznym US – w wyniku wydarzeń z lat 2001–2004:
9 lipca 2001podpisanie przez rektora US (po konsultacjach z senatem) i abp. Zygmunta Kamińskiego (metropolita szczecińsko-kamieński) dokumentu potwierdzającego zawarcie porozumienie w sprawie utworzenia wydziału,
24 kwietnia 2003podjęcie uchwały senatu US, wyrażającej jednomyślną zgodę na utworzenie wydziału,
3 sierpnia 2003podpisanie dekretu erygującego wydział przez abp. Zygmunta Kamińskiego,
9 stycznia 2004podpisanie zgodnej z postanowieniami Konkordatu umowy określającej status prawny wydziału w uniwersytecie, zawartej między Stolicą Apostolską (reprezentowaną przez Konferencję Episkopatu Polski) i Rzecząpospolitą Polską (reprezentowaną przez rząd, na podstawie decyzji Rady Ministrów).
Umowę podpisano w Ministerstwie Edukacji Narodowej i Sportu. Stronę państwową reprezentowali: min. Krystyna Łybacka i rektor US, prof. Zdzisław Chmielewski, a stronę kościelną: przewodniczący KEP, kard. prymas Józef Glemp i metropolita szczecińsko-kamieńskii, abp Zygmunt Kamiński.
Zgodnie z umową Wydział Teologiczny w zakresie swojej aktywności naukowo-dydaktycznej działa zgodnie z przepisami obowiązującymi w państwowym szkolnictwie wyższym i ze statutem US oraz z przepisami kościelnymi, głównie z Konstytucją Apostolską Jana Pawła II „Sapientia Christiana". Podlega podwójnemu nadzorowi: władz świeckich (władze uczelni i ministerstwo edukacji) oraz władz kościelnych, reprezentowanych przez Wielkiego Kanclerza Wydziału (arcybiskup metropolita szczecińsko-kamieński, prof. KUL Andrzej Dzięga).

## Przełożeni
Na stronie internetowej seminarium zostali wymienieni (2024)
- Rektor: ks. kan. dr Zbigniew Woźniak
- Ojciec duchowny: ks. mgr Paweł Gulicki
- Dyrektor Administracyjny: ks. kan. mgr Krzysztof Krawiec